# Andeer

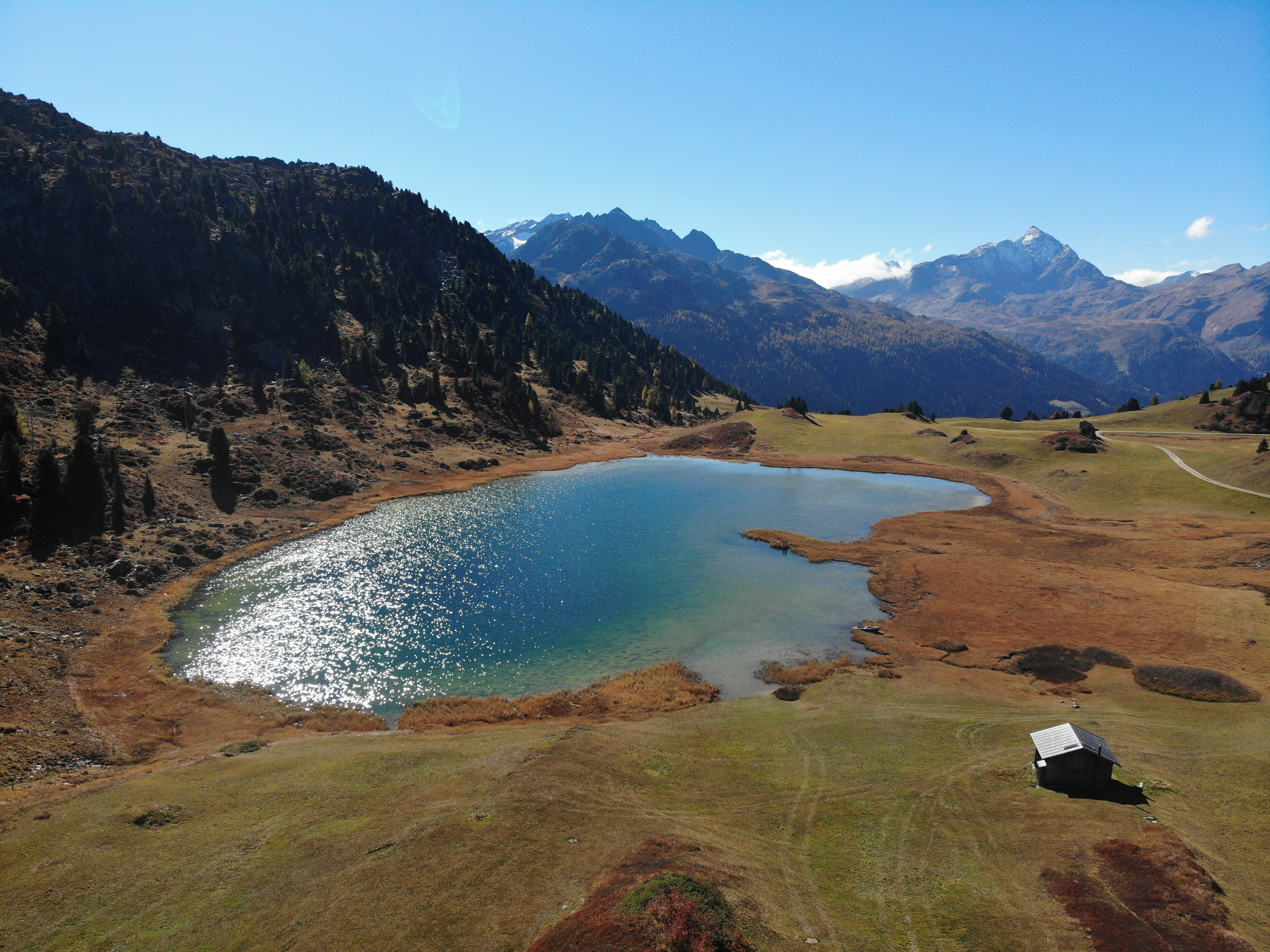
Lai da Vons

Andeer es una comuna suiza situada en la región de Viamala, en cantón de los Grisones. Tiene una población estimada, a inicios de 2024, de 939 habitantes.